# Contea di Dimmit
La contea di Dimmit (in inglese Dimmit County) è una contea dello Stato del Texas, negli Stati Uniti. La popolazione al censimento del 2010 era di 9 996 abitanti. Il capoluogo di contea è Carrizo Springs. La contea è stata fondata nel 1858 ed in seguito organizzata nel 1880. Prende il nome da Philip Dimmitt, una figura importante nella Guerra d'indipendenza del Texas. L'ortografia del nome della contea e l'ortografia del nome della persona differiscono a causa di un errore appunto ortografico nel disegno di legge della creazione del nome della contea.

## Geografia fisica
| Anno | Popolazione | ±%     |
| ---- | ----------- | ------ |
| 1870 | 109         |        |
| 1880 | 665         | 510.1% |
| 1890 | 1,049       | 57.7%  |
| 1900 | 1,106       | 5.4%   |
| 1910 | 3,460       | 212.8% |
| 1920 | 5,296       | 53.1%  |
| 1930 | 8,828       | 66.7%  |
| 1940 | 8,542       | −3.2%  |
| 1950 | 10,654      | 24.7%  |
| 1960 | 10,095      | −5.2%  |
| 1970 | 9,039       | −10.5% |
| 1980 | 11,367      | 25.8%  |
| 1990 | 10,433      | −8.2%  |
| 2000 | 10,248      | −1.8%  |
| 2010 | 9,996       | −2.5%  |

Secondo l'Ufficio del censimento degli Stati Uniti d'America la contea ha un'area totale di 1335 miglia quadrate (3460 km²), di cui 1329 miglia quadrate (3445 km²) sono terra, mentre 5,6 miglia quadrate (15 km², corrispondenti al resto del territorio) sono costituiti dall'acqua.

### Strade principali
- U.S. Highway 83
- U.S. Highway 277
- Highway 85

### Contee adiacenti
- Zavala County (nord)
- Frio County (nord-est)
- La Salle County (est)
- Webb County (sud)
- Maverick County (ovest)

## Educazione
L'intera contea di Dimmit è servita dalla Carrizo Springs Independent School District.

## Politica
Mentre nel 2004 lo Stato del Texas aveva tendenzialmente votato per il repubblicano George W. Bush, la contea di Dimmit, roccaforte del Partito Democratico, sostenne John Kerry.